# Кейк (аэропорт)
Аэропорт Кейк (англ. Kake Airport), (ИКАО: PAFE, FAA LID: AFE) — государственный гражданский аэропорт, расположенный в населённом пункте Кейк (Аляска), США. Аэропорт находится рядом с гидроаэропортом Кейк (ИАТА: KAE, FAA LID: KAE).

## Операционная деятельность
Аэропорт Кейк расположен на высоте 52 метров над уровнем моря и эксплуатирует одну взлётно-посадочную полосу :
- 10/28 размерами 1219×30 метров с асфальтовым покрытием.

За период с 31 декабря 2002 по 31 декабря 2003 года Аэропорт Кейк обработал 4600 операций по взлётам и посадкам самолётов (в среднем 12 операций в день), все рейсы в данном периоде выполнялись по маршрутам аэротакси.

## Авиакомпании и пункты назначения
Деятельность аэропорта субсидируется за счёт средств Федеральной программы США Essential Air Service (EAS) по обеспечению воздушного сообщения между небольшими населёнными пунктами страны.